# Story (Vlaams tijdschrift)
Story is een Belgisch Nederlandstalig weekblad.

## Historiek
Het tijdschrift werd opgericht in 1975 door de Tijdschriften Uitgevers Maatschappij (TUM, vanaf 1997 Mediaxis). In  2001 kwam het blad in handen van Sanoma Media België en sinds 2015 wordt het uitgegeven door DPG Media.
Het blad brengt een mix van royalty- en showbusinessnieuws met ruime aandacht voor bekende Vlamingen. Er bestaat eveneens een Nederlandse versie van Story, die ook door Sanoma wordt uitgegeven. De Nederlandse Story is volledig autonoom en totaal verschillend van de Vlaamse versie.

## Hoofdredacteurs
| Tijdspanne   | Hoofdredacteur    |
| ------------ | ----------------- |
| 1975 - 2000  | Louis Van Raak    |
| ? - 2007     | Hilde De Bisschop |
| 2007 - 2010  | Thomas Siffer     |
| 2011 - 2015  | Frederik De Swaef |
| 2015         | Annelies Roebben  |
| 2015 - heden | An Meskens        |